# Tőke Imre
Tőke Imre (Alsóújlak, 1927. november 4. – 1996. október 18.) szobrász.

## Életúttja
Eredeti foglalkozása juhász. Az alkotás mellett folyamatosan foglalkozott pásztorkodással és állattenyésztéssel. A Zalaszentgróti Állami Gazdaság dolgozója volt és a Vas megyei Nagytilajon élt. A fafaragással már fiatalkora óta foglalkozott. Készített cigarettaszipkákat, pipákat, pásztorbotokat és ostornyeleket, majd áttért a faszobrokra. Ezek falusi embereket, családi és munkajeleneteket formálnak meg. Az 1980-as években tagja lett a Péterfy László által vezetett fafaragó stúdiónak.

## Díjak, elismerések
- 1977: III. Országos Népművészeti kiállítás nívódíja
- 1979: a Népművészet Mestere.

## Egyéni kiállítások
- 1977 • Komárom
- 1978 • Zalaegerszeg • Kecskemét
- 1979 • Miskolc
- 1982 • Szombathely
- 1984 • Vasvár.

## Válogatott csoportos kiállítások
- 1977, 1979 • Országos Népmúvészeti kiállítás, Budapest
- 1980 • Mezőgazdaság a naiv művészetben, Budapest

## Művek közgyűjteményekben
- Naiv Művészek Múzeuma, Kecskemét.